# Roncocreagris borgesi
Espèce
Roncocreagris borgesi est une espèce de pseudoscorpions de la famille des Neobisiidae.

## Distribution
Cette espèce est endémique du Centre au Portugal. Elle se rencontre à Santiago da Guarda dans la grotte Gruta da Cerâmica.

## Description
Le mâle holotype mesure 2,1 mm.

## Étymologie
Cette espèce est nommée en l'honneur de Paulo A. V. Borges.

## Publication originale
- Reboleira, Zaragoza, Gonçalves & Oromí, 2013 : On hypogean Roncocreagris (Arachnida: Pseudoscorpiones: Neobisiidae) from Portugal, with descriptions of three new species. Zootaxa, no 3670(2), p. 283-299.